# Malo Grablje
Malo Grablje  es una aldea de Croacia, que pertenece, junto con su ejido, a la unidad de autogobierno local Hvar, en el condado de Split-Dalmacia. Se encuentra deshabitada desde la década de 1960.

## Geografía
Se encuentra a una altitud de 145 m s. n. m. a 465 km de la capital nacional, Zagreb.

## Demografía
Para la fecha del censo 2011 la aldea no tenía habitantes.
| Gráfica de población de Malo Grablje 1857-2011                      |
|                                                                     |
| Según los censos de población de la oficina estadística de Croacia. |